# Матіс Тель
Матіс Тель (фр. Mathys Tel; нар. 27 квітня 2005, Сарсель) — французький футболіст, нападник німецького клубу «Баварія». На умовах оренди грає за «Тоттенгем Готспур».

## Клубна кар'єра
Уродженець Сарселя Матіс виступав за молодіжні команди футбольних клубів «Вільє-ле-Бель», «Париж», «Женес Обервільє», «Монруж 92» і «Ренн». 15 серпня 2021 дебютував в основному складі «Ренна» в матчі французуської Ліги 1 проти «Бреста». У віці 16 років і 110 днів став наймолодшим гравцем в історії «Ренна», побивши рекорд Едуарду Камавінги.
26 липня 2022 перейшов у німецьку «Баварію» за 20 млн євро, ще 8,5 млн євро передбачені у вигляді бонусів. 5 серпня 2022 дебютував за «Баварію» в матчі Бундесліги проти «Айнтрахта», вийшовши на заміну Сержу Гнабрі. 28 вересня 2022 року англійська газета The Guardian назвала його одним з 60-ти найкращих футболістів світу 2005 року народження.

## Кар'єра у збірній
У 2021 дебютував за збірну Франції до 18 років. У 2022 році дебютував за збірну Франції до 17 років. 1 червня 2022 року виграв юнацький чемпіонат Європи (до 17 років), обігравши у фінальному матчі збірну Нідерландів.

## Особисте життя
Тель народився на материковій частині Франції та має гваделупське походження.

## Досягнення
- Чемпіон Німеччини (1):

«Баварія»: 2022-23
- Переможець Ліги Європи УЄФА (1):

Тоттенгем Готспур: 2024-25
Збірна Франції (до 17 років)
- Переможець чемпіонату Європи (до 17 років) : 2022